# Baba Yara
Baba Yara (* 12. Oktober 1936 in Kumasi; † 5. Mai 1969 in Accra) war ein ghanaischer Fußballspieler.

## Leben und Karriere
Baba Yara wurde am 12. Oktober 1936 in Kumasi geboren. Bereits als Kind zeigte er fußballerisches Talent, jedoch galt sein Hauptinteresse dem Pferderennsport. So war er zwischen 1950 und 1955 Jockey im Accra Turf Club.
1955 wurde Yara entdeckt und Mitglied des Fußballvereins Asante Kotoko. Am 30. Oktober desselben Jahres gab der „King of Wingers of West Africa“ (deutsch König der Flügelspieler Westafrikas) sein Debüt in der Nationalmannschaft Ghanas. Beim 7:0-Erfolg über Nigeria steuerte Yara zwei Tore bei und bereitete vier weitere vor. 1961 wechselte Yara zum neu gegründeten Real Republicans FC.
Am 24. März 1963, nach dem Premier-League-Spiel gegen die Volta Heroes in Kpandu, zog sich Yara bei einem Lastkraftwagen-Unfall nahe Kpeve eine Rückenmarksverletzung zu. Zur Behandlung im Stoke Mandeville Hospital wurde er nach Großbritannien ausgeflogen. Nach über drei Monaten auf der Insel wurde er in sein Heimatland zurückverlegt und ein örtlicher Medizinmann versuchte den Fußballer zu heilen, scheiterte jedoch. Nachdem Yara in den kommenden sechs Jahren bettlägerig geworden war, starb er am 5. Mai 1969 in Accra.
Yara war in seiner nur neun Jahre andauernden Zeit als Profi-Fußballer zweimal zu Ghanas Fußballer des Jahres gewählt worden und erzielte in 49 Spielen für die Nationalmannschaft 51 Tore.

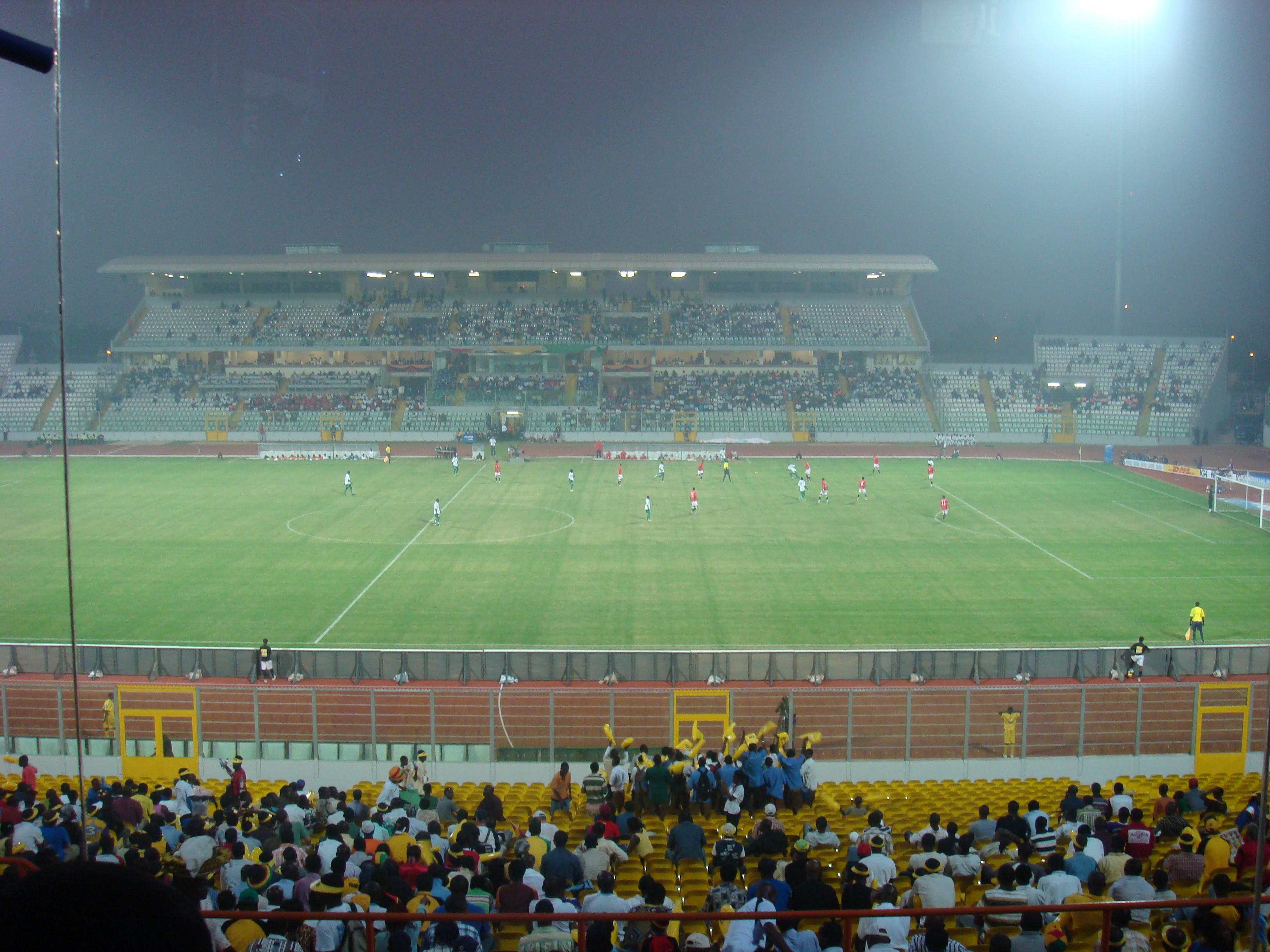
Baba Yara Stadium (2008)

Das Kumasi Sports Stadium trägt seit dem Jahr 2004 zu Ehren Baba Yaras offiziell den Namen Baba Yara Stadium.